# St. Mirren Football Club 2019-2020
Questa voce raccoglie le informazioni riguardanti il St. Mirren Football Club nelle competizioni ufficiali della stagione 2019-2020.

## Stagione
- In Scottish Premiership il St. Mirren si classifica al 9º posto (29 punti, in media 0,97 a partita), dietro al Kilmarnock e davanti al Ross County.
- In Scottish Cup viene eliminato ai quarti di finale dall'Aberdeen (0-2).
- In Scottish League Cup non passa la fase a gironi, classificandosi al terzo posto con 6 punti nel gruppo H dietro a Dunfermline e Albion Rovers e davanti a East Kilbride ed Edinburgh City.

## Maglie e sponsor
| Casa | Trasferta |

## Rosa
| N. |                             | Ruolo | Calciatore                |
| -- | --------------------------- | ----- | ------------------------- |
| 1  | Rep. Ceca (bandiera)        | P     | Václav Hladký             |
| 2  | Scozia (bandiera)           | D     | Paul McGinn               |
| 2  | Irlanda del Nord (bandiera) | D     | Lee Hodson                |
| 3  | Scozia (bandiera)           | D     | Calum Waters              |
| 4  | Scozia (bandiera)           | C     | Stephen McGinn (capitano) |
| 5  | Irlanda (bandiera)          | D     | Sean McLoughlin           |
| 5  | Irlanda (bandiera)          | D     | Conor McCarthy            |
| 6  | Scozia (bandiera)           | D     | Gary MacKenzie            |
| 7  | Scozia (bandiera)           | C     | Kyle Magennis             |
| 8  | Scozia (bandiera)           | C     | Ryan Flynn                |
| 9  | Inghilterra (bandiera)      | A     | Jonathan Obika            |
| 10 | Francia (bandiera)          | C     | Tony Andreu               |
| 11 | Turchia (bandiera)          | C     | İlkay Durmuş              |
| 14 | Scozia (bandiera)           | C     | Kyle McAllister           |
| 15 | Scozia (bandiera)           | D     | Jack Baird                |
| 16 | Irlanda (bandiera)          | C     | Sam Foley                 |
| 17 | Inghilterra (bandiera)      | C     | James Kellermann          |

| N. |                        | Ruolo | Calciatore          |
| -- | ---------------------- | ----- | ------------------- |
| 17 | Irlanda (bandiera)     | C     | Jamie McGrath       |
| 18 | Scozia (bandiera)      | A     | Danny Mullen        |
| 19 | Inghilterra (bandiera) | A     | Junior Morias       |
| 20 | Inghilterra (bandiera) | A     | Cody Cooke          |
| 21 | Scozia (bandiera)      | D     | Kirk Broadfoot      |
| 21 | Austria (bandiera)     | A     | Seifedin Chabbi     |
| 22 | Inghilterra (bandiera) | D     | Akin Famewo         |
| 23 | Francia (bandiera)     | C     | Oan Djorkaeff       |
| 24 | Scozia (bandiera)      | C     | Cameron McPherson   |
| 25 | Scozia (bandiera)      | C     | Ethan Erhahon       |
| 26 | Inghilterra (bandiera) | P     | Dean Lyness         |
| 28 | Scozia (bandiera)      | C     | Alex Jakubiak       |
| 29 | Scozia (bandiera)      | C     | Ross Wallace        |
| 40 | Scozia (bandiera)      | A     | Cameron Breadner    |
| 46 | Scozia (bandiera)      | D     | Nicholas McAllister |
| 48 | Scozia (bandiera)      | C     | Scott Glover        |
| -  | Slovacchia (bandiera)  | P     | Peter Urminský      |